# Untergaisberg
Untergaisberg ist eine Ortschaft in der Katastralgemeinde Innernstein in der Marktgemeinde Münzbach im Bezirk Perg in Oberösterreich. Ein Hof der Ortschaft befindet sich in der Marktgemeinde Bad Kreuzen.

## Geografie
Die Rotte auf etwa 360 m ü. A. mit insgesamt 68 Einwohnern (Stand 2024) befindet sich im Südosten der Katastralgemeinde Innernstein und grenzt innerhalb dieser ausschließlich an die Ortschaft Obergaisberg. Im Süden reichen die Ortschaften Linden und Niederkalmberg der Katastralgemeinde Clam in der Marktgemeinde Klam und im Osten, teilweise getrennt durch den Klambach die Ortschaft Oberkalmberg der Katastralgemeinde Kreuzen in der Marktgemeinde Kreuzen an die Ortschaft Untergaisberg heran.
Untergaisberg gehört zur oberösterreichischen Raumeinheit Aist-Naarn-Kuppenland.